# 鲁马济耶尔-卢贝尔
鲁马济耶尔-卢贝尔（法語：Roumazières-Loubert，法語發音：[ʁumazjɛʁ lubɛʁ]）是法国夏朗德省的一个旧市镇，位于该省东北部，属于孔福朗区。该旧市镇总面积46.59平方公里，2009年时的人口为2,489人。

## 人口
鲁马济耶尔-卢贝尔人口变化图示